# Luperosaurus corfieldi
Espèce
Statut de conservation UICN

 DD  : Données insuffisantes
Luperosaurus corfieldi est une espèce de geckos de la famille des Gekkonidae.

## Répartition
Cette espèce est endémique des Philippines.  Elle se rencontre à Panay et à Negros.

## Étymologie
Cette espèce est nommée en l'honneur de Charles Corfield (1959-).

## Publication originale
- Gaulke, Rösler & Brown, 2007 : A new species of Luperosaurus (Squamata: Gekkonidae) from Panay Island, Philippines, with comments on the taxonomic status of Luperosaurus cumingii (Grey, 1845). Copeia, vol. 2007, n. 2, p. 413-425.